# Piłka wodna na Mistrzostwach Świata w Pływaniu 2025
Zawody w piłce wodnej na 22. Mistrzostwach Świata w Pływaniu odbyły się w dniach 11 – 24 lipca 2025 w Singapore Sports Hub, mieszczącym się w Singapurze. Zostały rozegrane dwie konkurencje - turniej kobiet oraz mężczyzn.

## Medaliści
| Konkurencja                  | Złoto     | Srebro | Brąz      |
| Turniej mężczyzn (szczegóły) | Hiszpania | Węgry  | Grecja    |
| Turniej kobiet (szczegóły)   | Grecja    | Węgry  | Hiszpania |

## Klasyfikacja medalowa
*   Gospodarz ( Singapur)
| Miejsce | Reprezentacja | Złoto | Srebro | Brąz | Razem |
| ------- | ------------- | ----- | ------ | ---- | ----- |
| 1       | Hiszpania     | 1     | 0      | 1    | 2     |
| 1       | Grecja        | 1     | 0      | 1    | 2     |
| 3       | Węgry         | 0     | 2      | 0    | 2     |
| Razem   | Razem         | 2     | 2      | 2    | 6     |